# Oksana Čusovitinová
Oksana Alexandrovna Čusovitinová (rusky: Оксана Александровна Чусовитина, německy: Oxana Chusovitina nebo též Oksana Tschussowitina, * 19. června 1975, Buchara) je německá sportovní gymnastka uzbeckého původu. Je trojnásobnou mistryní světa a vítězkou olympijských her 1992 v soutěži družstev.

## Kariéra
Čusovitinová se začala prosazovat už v raném věku, jako třináctiletá vyhrála mistrovství Sovětského svazu v prostných, v roce 1990 byla poprvé mistryní Evropy v družstvech. Stala se mistryní světa v prostných v Indianapolisu v roce 1991, na přeskoku byla druhá. Na letních olympijských hrách v Barceloně získala v družstvu SNS zlatou medaili.
Po rozpadu Sovětského svazu reprezentovala Uzbekistán, v jehož barvách opakovaně získávala medaile na přeskoku – v čele s titulem mistryně světa, který získala v Anaheimu v roce 2003, zvítězila i ve finále Světového poháru v roce 2002.
Získala německé státní občanství a v roce 2006 se stala členkou německé reprezentace, poprvé novou zemi reprezentovala na mistrovství světa v Aarhusu, kde byla na přeskoku třetí, o rok později v Amsterodamu se stala vicemistryní Evropy. Na evropském šampionátu v Clermont-Ferrandu v roce 2008 získala na přeskoku zlatou medaili ve věku 32 let. V přeskoku byla na olympiádě v roce 2008 druhá a v roce 2012 pátá.
Na Letních olympijských hrách 2020 reprezentovala opět Uzbekistán a byla v 46 letech nejstarší ženskou gymnastkou olympijské historie. V kvalifikaci přeskoku obsadila 14. místo a publikum ji odměnilo ovacemi ve stoje.
Čusovitinová drží zásluhou své sportovní dlouhověkosti několik rekordů: jako jediná gymnastka se například osmkrát zúčastnila olympijských her (1992-2021) a na přeskoku získala na mistrovství světa celkem osm medailí. Jako první sportovní gymnastka byla jmenována zástupkyní sportovců ve vedení Mezinárodní gymnastické federace FIG.

## Soukromý život
Oksana Čusovitinová se v roce 1997 provdala za uzbeckého zápasníka Bachodira Kurpanova. V roce 1999 se jim narodil syn Ališer, u něhož byla ve věku necelých tří let diagnostikována leukémie. Za lepší zdravotní péčí se Čusovitinovi přestěhovali do Německa a v gymnastickém světě se rozběhla rozsáhlá akce k získání finančních prostředků na Ališerovu léčbu. Ta nakonec byla úspěšná a Čusovitinová z vděčnosti začala závodit za Německo.

## Vyznamenání
- Zasloužilá mistryně sportu Uzbekistánu – 1994[4]
- Řád přátelství – Uzbekistán, 16. srpna 1996 – udělil prezident Islam Karimov[5]
- Řád pracovní slávy – Uzbekistán, 24. srpna 2001 – udělil prezident Islam Karimov[6]
- Řád „Úcta k zemi“ – Uzbekistán – 2017